# Falcon 9 v1.1
Il Falcon 9 v1.1 è la seconda versione del vettore spaziale Falcon 9 prodotto da SpaceX. Il razzo è stato sviluppato tra il 2011 e il 2013, ha compiuto il suo volo inaugurale nel settembre del 2013 e l'ultimo nel gennaio del 2016. Il Falcon 9 è stato completamente progettato e assemblato da SpaceX. Dopo il secondo lancio del programma CRS, la versione iniziale (v1.0) è stata ritirata dal servizio e sostituita dalla versione 1.1.
Il Falcon 9 v1.1 rappresenta una significativa evoluzione rispetto alla versione precedente, con il 60% in più di massa e spinta. Nel suo volo inaugurale ha portato in orbita il satellite CASSIOPE il 29 settembre 2013, il sesto lancio per la famiglia di Falcon 9.
Entrambi gli stadi del lanciatore utilizzano ossigeno liquido e cherosene raffinato (RP-1). Il Falcon 9 v1.1 può portare in orbita bassa un carico utile di 13 150 kg e 4 850 kg in orbita di trasferimento geostazionaria, il che inquadra il Falcon 9 v1.1 in una categoria intermedia tra i lanciatori pesanti e leggeri.
Dall'aprile 2014 il lanciatore ha portato la capsula Dragon verso la Stazione spaziale internazionale per trasportare materiali sotto il contratto CRS con la NASA.  Era stato anche programmato che questa sarebbe stata la versione che avrebbe portato gli astronauti sulla ISS, sotto il contratto Commercial Crew Development firmato nel settembre 2014, ma queste missioni saranno lanciate a bordo della versione definitiva Block 5.
Il Falcon 9 v1.1 è stato fondamentale per lo sviluppo di razzi riutilizzabili ed ha portato SpaceX a migliorare la tecnica per l'accensione di rientro, dell'aerofrenata e dell'atterraggio finale, controllato dal Merlin centrale. Questo obiettivo è stato raggiunto nel primo volo del suo successore Full Thrust, dopo svariati tentativi — alcuni non riusciti per poco — da parte di questa versione.

## Design
La base del Falcon 9 v1.1 è la stessa della version 1.0, un lanciatore a due stadi alimentati entrambi da LOX/RP-1.

### Cambiamenti dal Falcon 9 v1.0

L'evoluzione della configurazione dei motori dalla v1.0 (sinistra), allOctaweb della v1.1 (destra).

Il Falcon 9 v1.1 è più pesante e sviluppa il 60% di spinta in più rispetto alla versione precedente. I motori del primo stadio sono stati disposti in maniera differente e i serbatoi sono più lunghi del 60%, cambiamento che ha reso il razzo più sensibile a problemi di stabilità durante il volo. I motori Merlin 1C sono stati sostituiti dalla versione 1D, più performante. Questi miglioramenti hanno incrementato il peso del carico utile in orbita bassa da 10 454 kg  a 13 150 kg. Il meccanismo di separazione degli stadi è stato riprogettato ed è stato ridotto il numero dei punti di aggancio da dodici a tre ed è inoltre stata migliorata l'avionica e il software di guida.
La v1.1 ha i motori arrangiatati secondo una forma che SpaceX chiama "Octaweb", con lo scopo di facilitare il processo di produzione. Gli ultimi Falcon 9 v1.1 hanno incluso quattro gambe per testare le procedure di atterraggio atte al recupero del primo stadio.
Dopo il primo lancio della versione 1.1 nel settembre 2013, che ha sofferto di un malfunzionamento del sistema di riavvio del motore del secondo stadio, le linee di alimentazione del sistema di restart sono state isolate per sopportare meglio le riaccensioni a seguito di lunghe fasi di attesa per aspettare il giusto momento per eseguire manovre orbitali.

### Primo stadio
Il Falcon 9 v1.1 utilizza un primo stadio, il cui sviluppo è stato terminato nel luglio 2013, dotato di nove Merlin 1D, che sviluppano complessivamente una spinta di 5 885 kN al momento del decollo, per poi salire a 6 672 kN quando il booster supera la parte più densa dell'atmosfera terrestre. Dopo poco più di 3 minuti i motori si spengono e il primo stadio viene separato dal secondo.
Come parte degli sforzi di SpaceX di sviluppare in sistema di lancio riutilizzabile, il primo stadio degli ultimi lanci era dotato di quattro gambe di atterraggio estensibili e un tipo di alette di controllo a forma di griglia per controllare la discesa, dette grid fins. Le alette erano state precedentemente testate sul F9R Dev1 e il primo volo operativo sul quale furono impegnate è stata la missione operativa SpaceX CRS-5, ma rimasero senza fluido idraulico prima dell'atterraggio programmato.
Il primo stadio della versione 1.1 utilizza una mistura piroforica di trietilalluminio-trietilborano (TEA-TEB) come sistema di accessione, lo stesso usato nella versione 1.0.
Come la versione precedente e i lanciatori della famiglia Saturn, il primo stadio ha la cosiddetta engine-out capability, ovvero può completare la missione anche nel caso del guasto di un motore durante il volo. Questa eventualità si è verificata durante il lancio della missione CRS-1, quando i computer di bordo hanno rilevato un brusco calo di pressione in uno dei motori angolari, il Merlin è stato spento. A parte la disintegrazione della copertura del motore, dovuta al brusco cambiamento della pressione dell'aria che circondava il veicolo, la missione è continuata senza problemi; i computer di bordo hanno infatti ricalcolato la traiettoria in tempo reale, garantendo il rilascio della capsula Dragon in un'orbita corretta per il rendezvous con la ISS.

### Secondo stadio
Lo stadio superiore è spinto da un singolo Merlin 1D ottimizzato per operare nel vuoto.
L'interstadio, che connette gli stadi del Falcon 9 è costituito in un materiale composito in fibra di carbonio e alluminio. La separazione è attuata da speciali giunti e un attuatore pneumatico che spinge via lo stadio. I serbatoi sono realizzati in una lega di alluminio-litio e sono saldati con la tecnica FSW, che minizza i difetti di costruzione e riduce i costi. I serbatoi del secondo stadio sono praticamente una versione accorciata di quelli del primo, con cui condivide gran parte delle attrezzature, procedure e materiali per ridurre ulteriormente complessità e costi.

### Carenatura
La carenatura del carico utile (in inglese fairing) è stata progettata da SpaceX, lunga 13 metri e con un diametro di 5,2 metri. È assemblata nello stabilimento dell'azienda presso Hawthorne, California.
Il collaudo è stato completato presso gli stabilimenti NASA a Plum Brook nella primavera del 2013, dove furono condotte simulazioni di shock acustico, vibrazioni meccaniche e scariche elettromagnetiche ed elettrostatiche. I test furono condotti su un modello a scala reale in una camera a vuoto della NASA (costata 150 milioni di dollari) e affittata da SpaceX per 581 300 dollari.
Il primo volo della versione v1.1 (lancio del satellite CASSIOPE nel settembre 2013) fu anche il primo volo di un Falcon 9 a utilizzare delle carenature a protezione del carico, infatti le versioni precedenti avevano sempre lanciato solo la capsula Dragon, la cui forma aerodinamica non rendeva necessario l'utilizzo di fairing, e gli eventuali piccoli satelliti secondari erano protetti dal vano di carico non pressurizzato di Dragon. Durante la storia operativa del Falcon 9 v1.1 non ci sono mai stati incidenti dovuti a questo componente.

### Sistemi di guida
SpaceX utilizza computer di volo multipli in una configurazione tolleranti ai guasti. Ogni motore Merlin è controllato da tre computer (tutti i computer eseguono le stesse operazioni e la decisione sul risultato corretto è presa dalla maggioranza), ognuno dei quali è composto da due processori fisici che si controllano a vicenda. Il software di controllo lavora in ambiente Linux ed è scritto in C++.
Per semplificare le operazioni, per il sistema di guida si è preferito utilizzare normali componenti commerciali ma con ridondanza tripla, anziché i gran lunga più costosi componenti resistenti alle radiazioni ionizzanti interplanetarie. Il Falcon 9 v1.1 utilizza i sistemi di guida inerziale — con l'aggiunta dei dati GPS per un migliore inserimento in orbita — già in uso sulla versione 1.0.

## Sviluppo e produzione

Da sinistra a destra: Falcon 1, Falcon 9 v1.0, Falcon 9 v1.1, Falcon 9 FT, Falcon 9 Block 5 e Falcon Heavy

I test del sistema di accensione si svolsero nell'aprile del 2013 mentre all'inizio di giugno furono condotti i primi test di accensione del primo stadio, cominciando da brevi accensioni per arrivare alla durata di una missione standard.
A settembre 2013 l'area delle linee di produzione SpaceX occupava circa 93 000 m3, potenzialmente in grado di produrre fino a 40 stadi all'anno, utilizzabili sia dai Falcon 9 sia dai Falcon Heavy. Il rateo di produzione nel novembre 2013 è stato di un razzo al mese. La compagnia aveva affermato che sarebbe aumentato a 18 per metà 2014 e a 24 per la fine del 2014.
Man mano che l'agenda dei lanci si è affollata tra il 2014-2016, SpaceX ha cominciato a cercare di aumentare la propria efficienza costruendo una linea di produzione doppia presso il sito di lancio. Nel marzo 2014 si era previsto di avere questa nuova linea per il 2015 e allo stesso tempo di effettuare circa 2 lanci al mese.

## Siti di lancio
Il Falcon 9 v1.1 è stato lanciato sia dal complesso di lancio 40 presso la base dell'Air Force a Cape Canaveral, sia al complesso di lancio 4E presso la base di Vandenberg.  La Vandenberg Air Force Base è stata impiegata sia per il volo inaugurale della v1.1 (settembre 2013) sia per il volo conclusivo, il 17 gennaio 2016.

## Costo dei lanci
Alla fine della sua vita operativa un lancio di un Falcon 9 v1.1 costava circa 60 milioni di dollari, piazzandosi in modo competitivo nel mercato dei lanciatori.
Le missioni di rifornimento per conto della NASA, che includono una nuova capsula Dragon per ogni missione, hanno un prezzo medio di 133 milioni di dollari. Le prime dodici missioni furono commissionate insieme, quindi il loro prezzo non è cambiato dal passaggio dalla versione v1.0 alla v1.1. Il contratto prevede una specifica massa di carico da trasportare e da riportare dalla Stazione spaziale internazionale in un numero prestabilito di voli.
SpaceX ha affermato che per via del costo dell'assicurazione, i lanci militari sarebbero costati il 50% in più rispetto a quelli commerciali, quindi un Falcon 9 sarebbe stato venduto per 90 milioni di dollari al governo degli Stati Uniti, a fronte dei 400 milioni che il governo versava per i lanci non forniti da SpaceX.

### Servizi per i carichi secondari
Il Falcon 9 è in grado di ospitare carichi secondari presso un adattatore montato su un anello ESPA, lo stesso sistema usato dagli altri lanciatori impiegati per conto del dipartimento della difesa statunitense: l'Atlas V e il Delta IV. Questo sistema rende possibile il lancio di carichi secondari con un minimo impatto sulla missione principale.

## Missioni
La prima missione si svolse con successo il 29 settembre 2013.
Questo volo stabilì una serie di record:
- Il primo uso della versione 1D del motore Merlin, che sviluppa il 56% di spinta in più al livello del mare rispetto alla versione 1C utilizzata su tutti i passati lanci del Falcon 9.[43]
- Il primo uso di stadi significativamente più lunghi, per contenere propellente aggiunto per i motori più potenti.[43]
- I motori del primo stadio riarrangiati in uno schema circolare con otto motori all'esterno e il nono al centro, invece della griglia 3x3 usata sulla precedente versione.
- Il primo lancio dal sito sulla West Coast, presso Vandenberg AFB; oltre ad essere la prima missione lanciata sull'oceano Pacifico.[49]
- La prima missione a non lanciare una missione CRS. Infatti il Falcon 9 v1.0 aveva sempre lanciato una capsula Dragon verso la ISS, nonostante precedentemente la SpaceX abbia lanciato con successo un satellite commerciale durante il quinto volo del Falcon 1.[43]
- Il primo Falcon 9 ad utilizzare coperture per il payload, che ha introdotto un ulteriore rischio dato dall'espulsione della copertura.[43]

Il quindicesimo e ultimo volo del Falcon 9 v1.1 si è svolto il 17 gennaio 2016. Quattordici di questi voli hanno portato con successo il carico nell'orbita designata: LEO o GTO. L'unica missione fallita è stata la CRS-7, nella quale il secondo stadio si è disintegrato provocando la perdita del vettore.